# Marianne Pollak

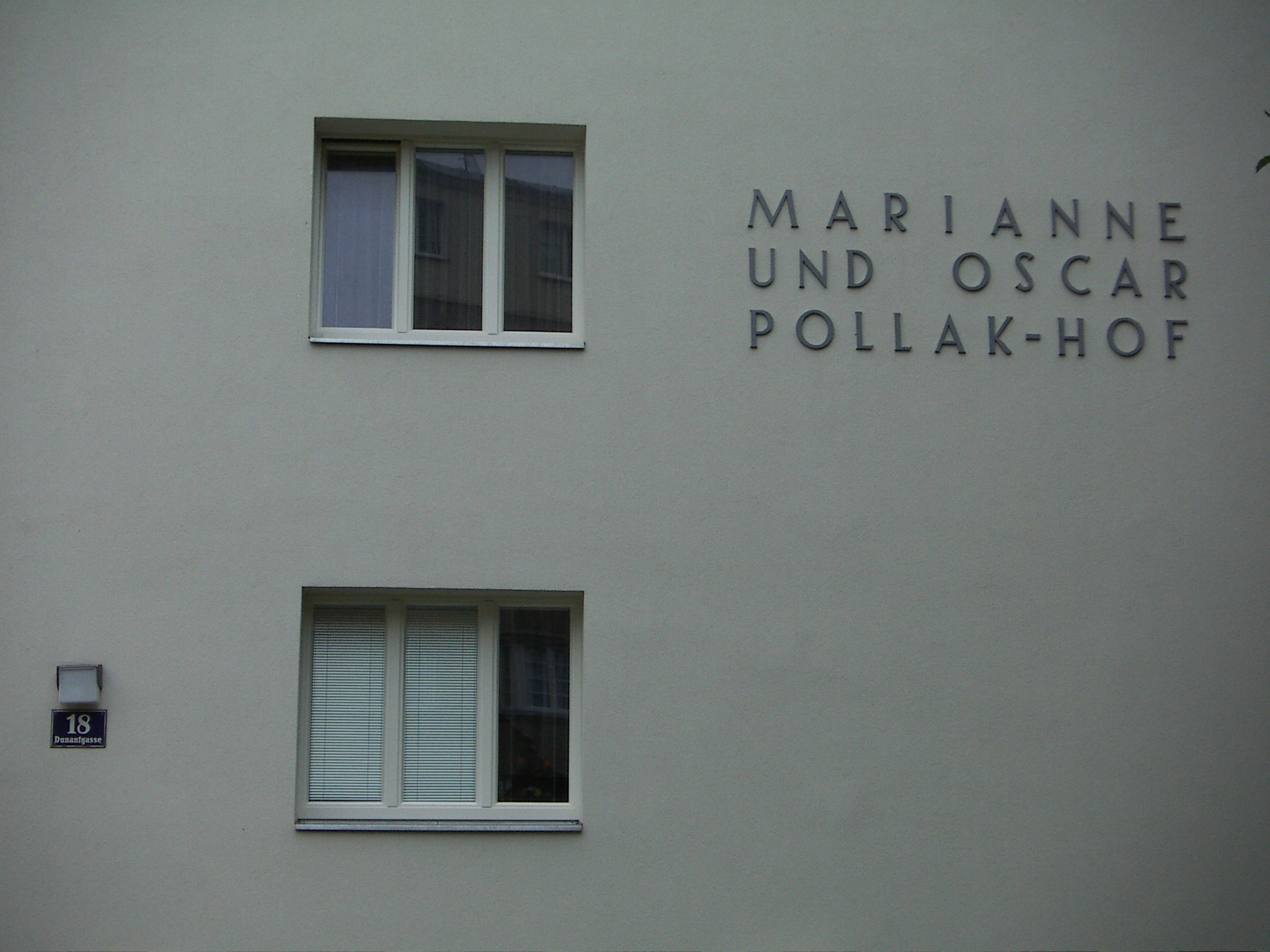
Wohnhausanlage in Floridsdorf

Marianne Pollak (geborene Springer; * 29. Juli 1891 in Wien, Österreich-Ungarn; † 30. August 1963 ebenda) war eine österreichische Politikerin.

## Leben
Marianne Springer, der Konfession nach Jüdin, besuchte die Bürger- und Handelsschule und absolvierte im Anschluss daran eine Ausbildung zur Sprachlehrerin für Französisch und Englisch. 1919 fand sie Arbeit an der kurz zuvor gegründeten Schönbrunner Erzieherschule, wo sie unter anderem an der Seite von Alfred Adler und Karl Kautsky arbeitete.
1915 heiratete sie in Rudolfsheim-Fünfhaus den Journalisten Oscar Pollak, mit dem sie 1923 nach London zog. Hier arbeitete sie rund zwei Jahre lang, bis 1925, als Sekretärin des sozialdemokratischen Politikers Friedrich Adler, der von London aus den Aufbau der Sozialistischen Arbeiterinternationale betrieb. Marianne Pollak selbst war seit 1914 Mitglied in der Sozialdemokratischen Arbeiterpartei (SDAP, später SPÖ). 1925 kehrten die Pollaks nach Wien zurück, wo beide Herausgeber der 1927 gegründeten sozialdemokratischen Zeitschrift Das Kleine Blatt wurden. Auch arbeitete Marianne als Mitarbeiterin der Redaktion der Arbeiter-Zeitung, deren Chefredakteur ihr Ehemann Oscar Pollak war. Gleichzeitig engagierte sie sich in Frauenbewegungen. 1933 wurde sie Mitglied der Vereinigung sozialistischer Schriftsteller.

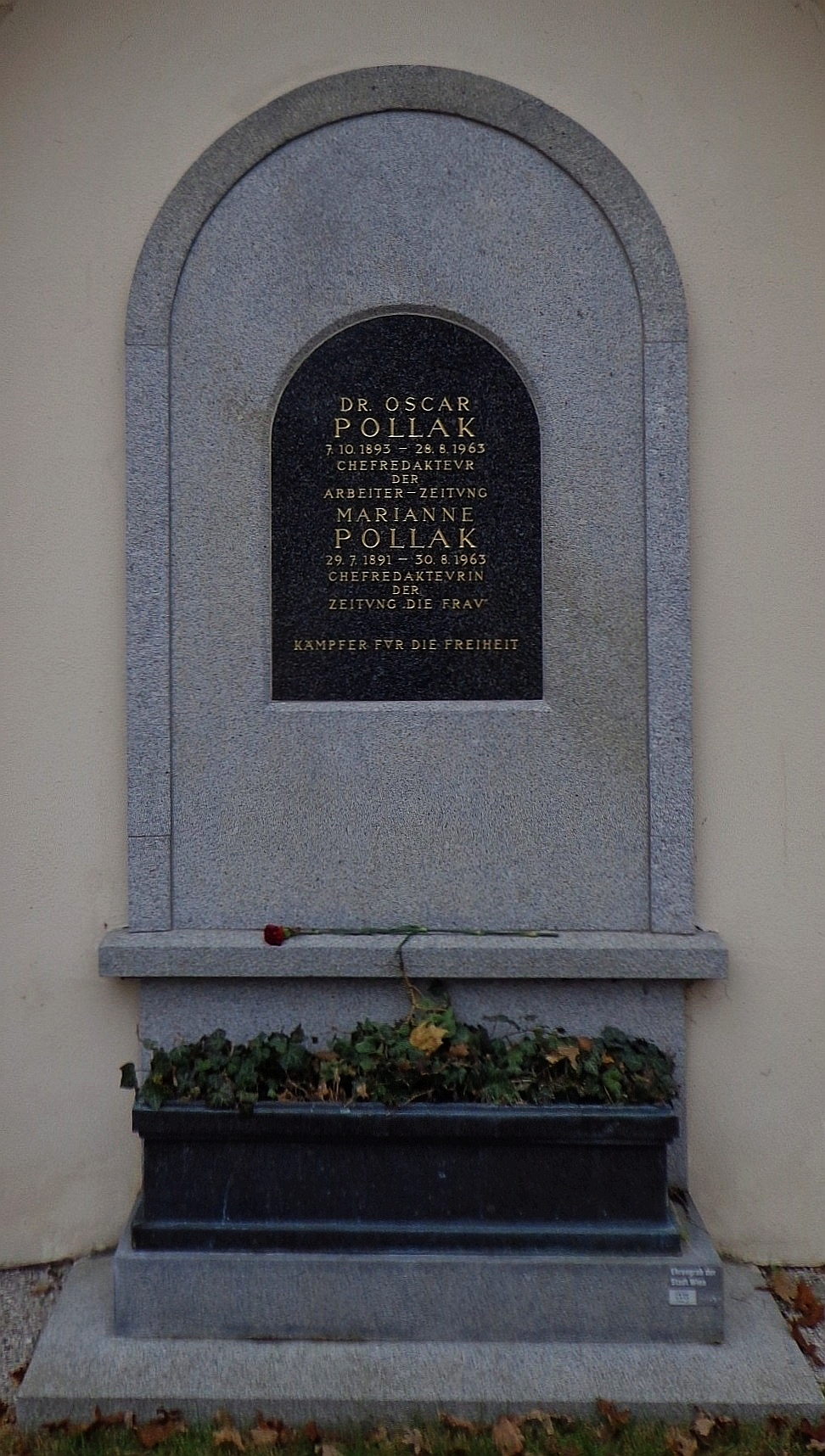
Grabstätte von Oscar und Marianne Pollak

1935 floh Pollak mit ihrem Mann ins tschechoslowakische Brünn und von dort, im Jahr 1936, nach Brüssel. Nach dem deutschen Überfall auf Belgien zog sie nach Paris, und von dort im Jahr 1940 über Lissabon nach London. Hier trat sie in den Austrian Labour Club ein, die im Ausland gegründete sozialdemokratische Bewegung.
Im Herbst 1945 wollte zunächst Oscar Pollak als SPÖ-Mitglied für einen Sitz im Nationalrat kandidieren, doch verzichtete er zu Gunsten seiner Frau auf seine Kandidatur. Diese zog im Dezember 1945 in den Nationalrat ein, wo sie knapp 14 Jahre lang, bis Juni 1959, als Abgeordnete fungierte (siehe auch Nationalratswahl in Österreich 1949, 1953 und 1956). Marianne Pollak trat schon sehr früh für das Recht der Frau auf Schwangerschaftsabbruch ein.
Nur zwei Tage nach dem Tod ihres Mannes, der im Alter von 69 Jahren starb, beging Marianne Pollak Suizid, da sie nicht von ihm getrennt sein wollte. Beide wurden zusammen eingeäschert und begraben. Ihr ehrenhalber gewidmetes Grab befindet sich im Urnenhain der Feuerhalle Simmering (Abteilung ML, Gruppe 20B, Grab Nr. 1G).
Im Jahr 2011 wurde in Wien-Favoriten (10. Bezirk) die Marianne-Pollak-Gasse nach ihr benannt. Die Wiener Parteischule benannte 2024 einen Lehrgang nach Marianne Pollak.